# Eleição presidencial da Rússia em 2008
A eleição presidencial de 2008 na Rússia aconteceu em 2 de março. Foi escolhido o sucessor de Vladimir Putin, atual presidente.

## Candidatos
- Dmitri Medvedev, 42 anos, primeiro vice-ministro. Conta com o apoio de Putin.
- Guennadi Ziuganov, 63 anos, líder comunista.
- Vladímir Jirinóvski, 61 anos, ultranacionalista do LDPR, partido liberal-democrático.
- Andrei Bogdanov, 38 anos, pró-União Europeia.

## Resultado
Ainda no dia 2 de março a Comissão Eleitoral Central confirmou a vitória de Medvedev, apadrinhado político de Putin, com mais de 70% dos votos.